# Big 4 (escultura)
O Big 4 é uma escultura feita de barras de aço localizadas fora da sede da Channel Four Television Corporation, em Londres. Ele é projetado para representar o logotipo do Channel 4.